# 条斑球蛛
条斑球蛛（学名：Theridion zebrinusum）为球蛛科球蛛属的动物。在中国大陆，分布于云南等地。该物种的模式产地在云南勐仑。